# Viernheimer Tageblatt
 (avril 2024).
Le Viernheimer Tageblatt est un journal quotidien allemand local diffusé à Viernheim, dans le Land de Hesse.

## Histoire
Le propriétaire de la maison d'édition, Wolfgang Martin, est également le propriétaire du Speyerer Morgenpost et du Speyerer Wochenpost. 